# Système d'alerte radar

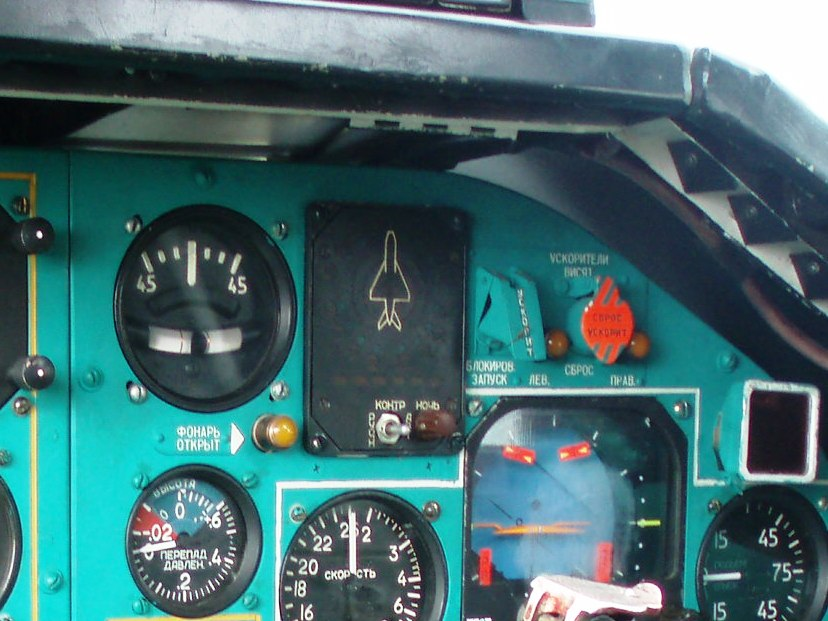
Indicateur de commande à distance SPO-15

Un système d'alerte radar, ou RWR (radar warning receiver), permet de détecter les émissions radio des systèmes radar. Son but principal est d'émettre une alerte lorsqu'il détecte un signal radar pouvant constituer une menace (comme le fait un détecteur de radar routier). Un RWR peut être installé dans toutes sortes de plates-formes aériennes, navales ou terrestres comme des avions, des bateaux, des voitures ou des bases militaires.

## Fonctionnement
Les systèmes d'alerte radar sont des radars passifs, c'est-à-dire qu'ils n'émettent mais se contentent de capter des signaux électromagnétiques. Ils sont constitués de plusieurs antennes, réparties autour de l’appareil, qui captent les signaux électromagnétiques sur différentes plages de fréquences, d'un module de traitement électronique de ces signaux et d'un affichage,. Il permet notamment de détecter et d'identifier les émissions des systèmes radar d'autres aéronefs, ou de missiles. À ce titre c'est un des élément clefs des systèmes de contre-mesure électronique,.